# Aspatha gularis
Aspatha gularis е вид птица от семейство Момотови (Momotidae), единствен представител на род Aspatha.

## Разпространение
Видът е разпространен в Гватемала, Мексико, Салвадор и Хондурас.